# Dyrekirkegården
Dyrekirkegården (originaltitel: Pet Sematary) er en bog skrevet af Stephen King. Den blev filmatiseret i 1989.

## Resume
Louis (Dale Midkiff) og Rachel Creed (Denise Crosby) flytter med deres to børn til et idyllisk hus ude på landet. I nærheden af huset ligger en gammel indianergravplads, og naboen overfor, Jud Crandall (Fred Gwynne), kender åbenbart flere hemmeligheder om denne gravplads.
Da familiens kat bliver kørt over, og Louis begraver den på gravpladsen, slipper han uanede kræfter løs, og det hele ender grueligt galt.
| Bog | Spire Denne artikel om bøger og tidsskrifter er en spire som bør udbygges. Du er velkommen til at hjælpe Wikipedia ved at udvide den. |